# Wilkowice (województwo świętokrzyskie)
Wilkowice – wieś w Polsce położona w województwie świętokrzyskim, w powiecie sandomierskim, w gminie Klimontów.
Wieś leżąca w powiecie sandomierskim województwa sandomierskiego wchodziła w XVII wieku w skład kompleksu klimontowsko-ossolińskiego dóbr Zbigniewa Ossolińskiego. W latach 1975–1998 miejscowość należała administracyjnie do województwa tarnobrzeskiego.